# Ernest Fourneau
Ernest Fourneau (* 4. Oktober 1872 in Biarritz; † 5. August 1949 in Ascain) war ein französischer Chemiker (Organische Chemie) und Pharmakologe. Er leitete die pharmakologische Forschung am Institut Pasteur und war mit seinen Mitarbeitern ein Pionier in der Entwicklung der Lokalanästhetika, Sulfonamide und Antihistaminika.

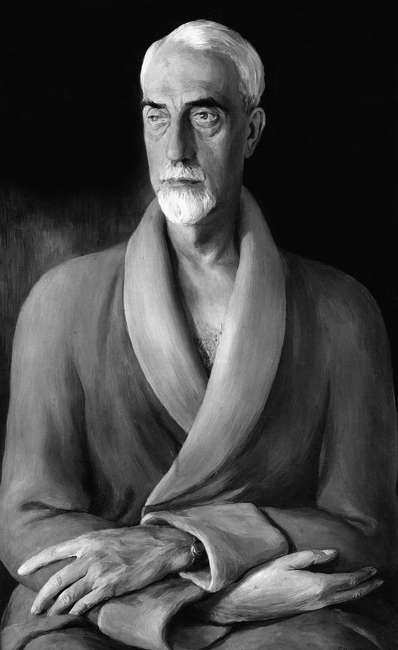
Portrait von Ernest Fourneau von Jean-Claude Fourneau

## Leben
Fourneau war der Sohn eines Hotel-Besitzer-Ehepaars in Biarritz. Er ging in Bayonne und Bordeaux zur Schule und dann 1889 bis 1892 in die Apothekerlehre in Biarritz. Nach einjährigem Militärdienst besuchte er ab 1893 die École supérieure de pharmacie in Paris, besuchte aber auch Vorlesungen von Auguste Béhal, in denen er schon auf Basis der Atomlehre unterrichtete. 1895/96 besuchte er einen Kursus in Mikrobiologie am Institut Pasteur, war ab 1895 in der Ausbildung am Hospital Beaujon und war 1897 Schüler von Charles Moureu  (1863–1929) in organischer Chemie. 1898 erwarb er sein Diplom in Pharmakologie an der École supérieure de pharmacie und studierte danach 1899 bis 1902 in Deutschland bei Theodor Curtius und Ludwig Gattermann in Heidelberg, Emil Fischer (den Fourneau schon zuvor traf, als der im Hotel seiner Eltern in Biarritz Urlaub gemacht hatte),  in Berlin und Richard Willstätter in München, der ihn in die Chemie der Alkaloide einführte (speziell Verwandter des Kokains). 
Fourneau hatte von 1900 bis 1907 mit einem ehemaligen Kommilitonen eine Apotheke in Paris. Gleichzeitig war er 1903 bis 1911 Forschungsleiter in der Pharmafirma der Brüder Poulenc. Im Ersten Weltkrieg diente er als Offizier in einem pharmazeutischen Labor. 
1911 gründete er am Institut Pasteur auf Einladung von Émile Roux ein Labor für pharmazeutische Chemie, das er bis 1944 leitete. Von Anfang an bestand Fourneau auf einer engen Zusammenarbeit zwischen den Laboratorien am Institut Pasteur und denen der Firma der Brüder Poulenc. Er sagte Roux die Publikation der Forschungsergebnisse zu (damals in der Pharmaindustrie nicht üblich), ließ sich aber gleichzeitig Unabhängigkeit in der Forschung zusichern, zum Beispiel auch in der Entwicklung von Medikamenten aus der deutschen Pharmaindustrie, die damals und noch bis zum Zweiten Weltkrieg führend war. Diese Medikamente waren damals in Frankreich nicht patentrechtlich geschützt. Wie in der deutschen Pharmaindustrie praktiziert sorgte er für eine enge Zusammenarbeit und Austausch von Chemikern und Medizinern (sowohl in Forschung als auch in Klinik). Ab 1917 hielt er Vorlesungen in Pharmakologie in Madrid und 1920 bis 1921 war er Professor an der Universität Madrid.
Da er 1935 bis 1939  Vizepräsident des deutsch-französischen Komitees war, das auf deutscher Seite von Otto Abetz (mit dem Fourneau befreundet war) geleitet wurde, sich damals für eine enge deutsch-französische Zusammenarbeit einsetzte und auch während der deutschen Besetzung Frankreichs mit den Deutschen zusammenarbeitete (zum Beispiel als Leiter eines Beratungskomitees für Fragen der Zensur wissenschaftlicher Veröffentlichungen), wurde er 1944 als Kollaborateur interniert, aber auf Druck von französischen und ausländischen Wissenschaftlern, darunter Frédéric Joliot-Curie, wieder freigelassen. Fourneau setzte sich aber auch in den 1920er Jahren für wissenschaftlichen Austausch mit sowjetischen Chemikern ein und intervenierte zum Beispiel 1942 zugunsten des auf Seiten der Republikaner stehenden Chemikers Enrique Moles, dem von Seiten des Franco-Regimes die Todesstrafe drohte. Fourneau verlor in Frankreich nach dem Krieg seine bisherigen Positionen. 1946 bis 1949 leitete er ein eigens für ihn gegründetes Labor der Firma Rhône-Poulenc in Paris. Er starb an seinem Wohnsitz in Ascain im französischen Baskenland, wo er schon 1917 ein Haus erwarb.
Er war seit 1906 mit Claudie Segond (Tochter des Chirurgen Paul Segond) verheiratet, mit der er drei Söhne hatte. Sein Sohn Jean-Claude Fourneau (1907–1981) war Maler.
1905 erhielt er den Prix Gobley, 1910 den Prix Nativelle der Académie de Médecine, 1913 den Prix Berthelot, 1919 und 1931 den Prix Jecker, 1924 den Prix Parkin und 1941 den Prix Mounier.
1919 bis 1933 war er Generalsekretär der französischen chemischen Gesellschaft. Ab 1919 war er Mitglied der Académie de Médecine. Im Jahr 1932 wurde er zum Mitglied der Leopoldina gewählt.

## Werk
1903 entwickelte er das erste synthetische Lokalanästhetikum (Amylocain-Hydrochlorid), das sich in der medizinischen Praxis durchsetzte. Es war über 40 Jahre in Gebrauch. Er nannte es Stovaïne (Stovain) nach seinem Namen im Englischen („Ofen“, stove). Es wurde 1903 patentiert und von den Brüdern Poulenc hergestellt, für die Fourneau im selben Jahr ein pharmazeutisches Labor in Ivry gründete. Das Novocain (Procain) von Alfred Einhorn (den Fourneau in Deutschland getroffen hatte), bis heute in der Zahnmedizin in Gebrauch, wurde erst 1904 patentiert und 1906 vom Chirurgen Heinrich Braun klinisch getestet. Andere zuvor entwickelte synthetische Lokalanästhetika (wie Nirvanin von Einhorn, ab 1898 bei Höchst produziert, das schwer lösliche Benzocain, oder das Eukain von Gustav Merling von 1897, bei Schering in Berlin produziert), die ebenso wie das von August Bier angewandte Stovain als Ersatz für das mit Nebenwirkungen belastete Kokain in der Chirurgie dienen sollten, hatten sich nicht in der Praxis durchgesetzt. Der Chirurg Paul Reclus führte die klinischen Studien für Stovain durch und wies die Vorteile gegenüber Kokain nach.
Am Institut Pasteur wandte er sich Chemotherapeutika gegen Infektionskrankheiten zu, ein Gebiet auf dem damals Deutschland noch einen großen Vorsprung hatte. Nachdem Paul Ehrlich in Deutschland das Salvarsan gegen Syphilis entwickelt hatte, gelang Fourneau 1921 die Entwicklung von Stovarsol, einer Arsenverbindung, die gegen Syphilis und Amöben-Krankheiten wirksam war. 1924 gelang ihm die Aufklärung der Struktur von 205 Bayer (Suramin), ein Medikament gegen Schlafkrankheit, dessen Aufbau von den Bayer-Werken geheim gehalten worden war. Daraus entstand das Medikament Moranyl bei Rhône-Poulenc. Ein weiterer Durchbruch gelang in Zusammenarbeit mit dem bei ihm am Institut Pasteur wirkenden Daniel Bovet und von Anne-Marie Staub in der Entwicklung der ersten Antihistaminika 1933. Ihr Wirkstoff F 929 war allerdings toxisch, und erst Bernard Halpern entwickelte ab 1942 bei Rhône-Poulenc die ersten therapeutisch einsetzbaren Antihistaminika. Auch bei den von dem Deutschen Gerhard Domagk (der dafür den Nobelpreis erhielt) 1935 entwickelten ersten Sulfonamiden (Prontosil) konnte Fourneau mit seiner Gruppe (das Chemiker-Ehepaar Jacques und Thérèse Tréfouël, der Pharmakologe Federico Nitti und Bovet) aufholen und die antibakteriell aktive Verbindung, in die Prontosil im Körper umgewandelt wird, isolieren (Sulfanilamid). Ihr Medikament 1162 F wurde an Pariser Hospitälern mit Erfolg gegen Gehirnhautentzündung durch Streptokokken eingesetzt. Die Sulfonamide wurden zwar später durch Penicillin und andere Antibiotika in den Schatten gestellt, Vertreter der Gruppe finden aber zum Beispiel als Diabetes-Therapeutikum bis heute Verwendung.

## Schriften
- Ernest Fourneau: Heilmittel der organischen Chemie und ihre Herstellung, Springer 1927